# Episodi di Beasts
La serie televisiva Beasts, composta da 6 episodi, è stata trasmessa nel Regno Unito dalla rete ITV dal 16 ottobre al 20 novembre 1976.
In Italia la serie è inedita.
| n° | Titolo originale     | Trasmissione originale |
| -- | -------------------- | ---------------------- |
| 1  | Special Offer        | 16 ottobre 1976        |
| 2  | During Barty's Party | 23 ottobre 1976        |
| 3  | Buddyboy             | 30 ottobre 1976        |
| 4  | Baby                 | 6 novembre 1976        |
| 5  | What Big Eyes        | 13 novembre 1976       |
| 6  | The Dummy            | 20 novembre 1976       |